# División Mayor del Fútbol Colombiano
La División Mayor del Fútbol Colombiano, citata spesso come DIMAYOR, è una entità incaricata di gestire i tornei professionistici di calcio in Colombia. Fondata il 27 giugno 1948 a Barranquilla, si occupa di organizzare le tre principali divisioni calcistiche nazionali (Categoría Primera A, Categoría Primera B e Primera División "C"), nonché la Copa Colombia, torneo ripreso nel 2008 dopo diciannove anni di assenza. L'attuale presidente è Ramón Jessurun.

## Presidenti
- Humberto Salcedo F. 1948-1949
- Germán Ocampo 1949-1950
- Arturo García 1951-1955
- José Chalela 1956-1976
- Rafael Macausland 1977
- Alfonso Senior Quevedo 1977
- Joaquin Lozada 1977-1980
- Jaime Castro 1981-1982
- León Londoño Tamayo 1983-1988
- Álex Gorayeb 1989
- Jorge Correa Pastrana 1990-2002
- Luis Bedoya 2002-2006
- Ramón Jessurun 2006-